# St.-Wolfgang-Kapelle (Wangen im Allgäu)

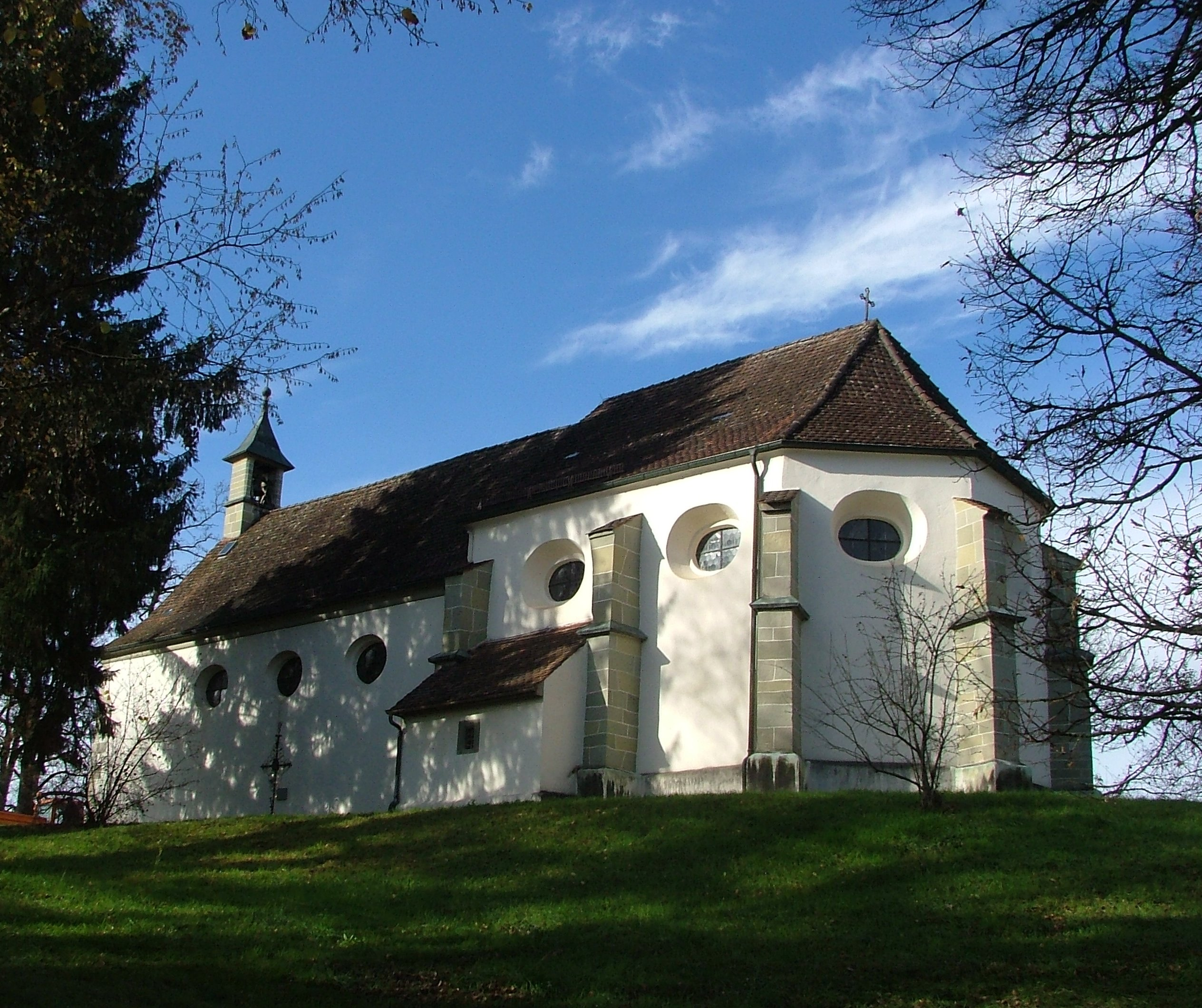
St.-Wolfgang-Kapelle in Wangen

Die römisch-katholische St.-Wolfgang-Kapelle steht in Wangen im Allgäu, einer Stadt im Landkreis Ravensburg in Baden-Württemberg. Die Kirche gehört zur Diözese Rottenburg-Stuttgart. Das Bauwerk ist beim Landesamt für Denkmalpflege Baden-Württemberg als Baudenkmal eingetragen.

## Beschreibung
Die Kapelle wurde 1613–17 erbaut. Sie besteht aus einem Langhaus und einem eingezogenen, dreiseitig geschlossenen Chor im Nordosten, der von Strebepfeilern gestützt wird. Sie wurde 1975 zum Leichenhaus umgebaut.
Die Predella des von Statuen des heiligen Ulrich und des heiligen Konrad flankierten Hochaltars wurde 1615 von Johann Andreas Rauch mit dem Abendmahl Jesu verziert. Die Statuen der Apostel stammen von Balthasar Krimmer. Ein Wandkreuz hat Hans Zürn der Jüngere gestaltet. Eine Büste des heiligen Wolfgang wurde 1585 aufgestellt.